# Suzanne Duchamp
Suzanne Duchamp (ur. 20 października 1889 w Blainville-Crevon, Francja, zm. 11 września 1963 w Neuilly-sur-Seine, Francja) – francuska malarka, przedstawicielka dadaizmu, młodsza siostra Jacques’a Villona, Raymonda Duchamp-Villona i Marcela Duchampa.

## Życiorys
Suzanne Marie Germaine Duchamp urodziła się jako czwarte z siedmiorga dzieci Justina Isidore’a (zwanego "Eugène") Duchampa i Marie-Caroline-Lucie Nicolle; była ich czwartym dzieckiem, które wybrało zawód artysty; w 1895 roku Gaston Duchamp postanowił poświęcić się malarstwu (przyjmując pseudonim Jacques Villon), a w 1900 roku podobną decyzję podjął drugi z braci, Raymond, wybierając rzeźbiarstwo (przyjął nazwisko Duchamp-Villon).
Do 1904 roku Suzanne często pozowała Marcelowi, dopóki ten nie poszedł w ślady starszych braci i wyjechał do Paryża aby studiować sztukę. W1905 roku rodzina Duchampów przeprowadziła się do Rouen. Suzanne rozpoczęła edukację artystyczną wstępując do miejscowej École des Beaux-Arts. W 1912 roku malowała w stylach przypominających intymistyczne style Vouillarda i konserwatywne eseje na temat fowizmu i kubizmu. Jej kontakt z ruchami awangardowymi dokonał się za pośrednictwem lokalnej organizacji Société Normande de Peinture Moderne, a także dzięki braciom, zwłaszcza Marcelowi. Korespondował on z siostrą na temat jej obrazów i odwiedzał kilkakrotnie Rouen. Był obecny na jej ślubie zawartym 24 sierpnia 1911 roku z Charlesem Demaresem, farmaceutą z Rouen. Dał obojgu jako prezent ślubny swój obraz Jeune Homme et jeune Fille Dans le Printemps (Młody mężczyzna i młoda kobieta wiosną), namalowany w tym samym roku.
W wieku 22 lat Suzanne Duchamp miała swoją pierwszą dużą wystawę w Salonie Niezależnych. W tym czasie jej bracia osiągnęli już pewien rozgłos, który ułatwił zaakceptowanie jej osoby w świecie sztuki.
Niewiele wiadomo o życiu Suzanne Duchamp w latach 1913–1915. 21 lutego 1913 roku rozwiodła się z Dumaresem, a po wybuchu I wojny światowej rozpoczęła pracę w Paryżu jako pielęgniarka. Zaprzestała malowania. Marcel Duchamp, zwolniony z wojska ze względów zdrowotnych, wyjechał w czerwcu 1915 roku do Ameryki, pozostawiając w swym paryskim studiu dwie rzeźby nazwane później ready-made. Podczas pobytu za oceanem wywarł zasadniczy wpływ na artystów amerykańskich i europejskich, którzy przyjechali tu w ślad za nim; wśród nich byli Francis Picabia i Jean Crotti. W 1916 roku Jean Crotti powrócił do Europy, przywożąc wiadomości od Marcela Duchampa oraz nowinki artystyczne z Nowego Jorku. W odpowiedzi na to Suzanne Duchamp namalowała obraz Un et une menacés (On i ona zagrożeni). Był on, podobnie jak wiele prac Marcela z tego okresu, mechanistyczną alegorią na temat stosunków męsko-damskich. W 1917 roku Suzanne Duchamp nawiązała romans z Crottim, którego małżeństwo przeżywało kryzys od czasu, kiedy jego żona Yvonne Chastel związała się bliżej z Marcelem Duchampem. Ostatecznie Yvonne i Jean Crotti rozwiedli się, a w 1919 roku ten ostatni ożenił się z Suzanne. Jako prezent ślubny, Marcel wysłał im instrukcje do wykonania własnego obrazu Ready-made malheureux (Nieszczęsny ready-made) wraz z podręcznikiem do geometrii przewidzianym do powieszenia na werandzie tak, aby wiatr i deszcz stopniowo go rozrywały.
W 1920 roku Suzanne, wraz z mężem i Francisem Picabią, zaprezentowała kilka swoich prac w Salonie Niezależnych,. W 1921 roku, Suzanne i Jean, zachowując pewien dystans od wydarzeń związanych z ruchem Dada, zorganizowali dwuosobową wystawę swoich prac w Galerie Montaigne. Crotti odszedł od dadaizmu i stronę bardziej uduchowionych poszukiwań form kosmicznych. Po 1922 roku Suzanne zaczęła tworzyć figuratywne obrazy w naiwnym stylu przypominającym prace Raoula Dufy’ego lub Celnika Rousseau. Choć w późniejszych latach twórczość Crottiego przyciągała więcej uwagi, Suzanne Duchamp nadal wystawiała swoje prace.
W 1924 roku uczestniczyła w Salonie Jesiennym, a rok później w Salonie Niezależnych i ponownie w Salonie jesiennym.
W 1929 roku 30 jej akwarel znalazło się na wystawie w paryskiej galerii Le Portique. W 1930 roku wystawiono jej prace w innej paryskiej galerii, Danthon. Oboje z mężem uczestniczyli w wystawie sztuki nowoczesnej "International Exhbition of Modern Art" zorganizowanej w 1926 roku w Brooklyn Museum przez Katherine Sophie Dreier, przyjaciółkę Marcela Duchampa i małżonków Crotti. W 1933 roku w nowojorskiej Delphic Gallery miała miejsce wystawa akwarel Suzanne Duchamp; wystawie towarzyszył katalog jej prac, do którego przedmowę napisała Dreier. W 1952 roku Suzanne wzięła udział w wystawie "Duchamp, Frères et Sœur", zorganizowanej w nowojorskiej Rose Fried Gallery, natomiast w 1956 roku miała indywidualną wystawę w paryskim Galerie de l’Institut. 30 stycznia 1958 roku zmarł Jean Crotti. Został pochowany we Fryburgu. Suzanne Duchamp nadal mieszkała w ich posiadłości w Neuilly, gdzie zmarła 11 września 1963 roku. Została pochowana w grobowcu rodzinnym na cmentarzu w Rouen.
W 1967 roku zorganizowano wystawę "Les Duchamps" poświęconą twórczości Jacques’a Villona, Raymonda Duchampa, Marcela Duchampa i Suzanne Duchamp.

## Twórczość
Wczesne prace Suzanne Duchamp to naiwne kompozycje kubistyczne. W latach 1919–1924 była ona związana z ruchem dadaistycznym. Pod wpływem zainteresowań Marcela mechaniką tworzyła mechanistyczne, abstrakcyjne obrazy, jak: Multiplication brisée et rétablie (Złamana i przywrócona multiplikacja), 1918–1919, czy Ready-made Malheureux de Marcel Duchamp (Nieszczęsny ready-made Marcela Duchampa (1920), nawiązujący do obrazu brata, Ready-made Malheureux. Późniejsze prace Suzanne Duchamp stawały się coraz bardziej abstrakcyjne.